# Heliococcus wheeleri
Heliococcus wheeleri är en insektsart som först beskrevs av King 1902.  Heliococcus wheeleri ingår i släktet Heliococcus och familjen ullsköldlöss. Inga underarter finns listade i Catalogue of Life.